# Wójcin (przystanek kolejowy)
Wójcin – nieczynny wąskotorowy przystanek osobowy w Wójcinie, w gminie Piotrków Kujawski, w powiecie radziejowskim, w województwie kujawsko-pomorskim, w Polsce. Został wybudowany w 1914 roku przez okupacyjne władze niemieckie.